# Granite Harbor
Der Granite Harbor (englisch für Granit-Hafen) ist eine Bucht mit einer Nord-Süd-Ausdehnung von rund 22,5 km an der Scott-Küste des ostantarktischen Viktorialands. Ihre Einfahrt liegt zwischen Kap Archer und Kap Roberts.
Die Bucht wurde von Teilnehmern der Discovery-Expedition (1901–1904) unter der Leitung des britischen Polarforschers Robert Falcon Scott im Januar 1902 auf der Suche nach einem sicheren Hafen für das Expeditionsschiff entdeckt. Benannt wurde sie nach den großen Granitfelsen, die sich am Ufer der Bucht befinden.